# Happy Birthday Woody Allen and Keep Going
Happy Birthday Woody Allen and Keep Going – polsko-amerykańska komedia w reżyserii Dariusza Zawiślaka.  Farsa na temat niezależnej produkcji filmowej. Galowy pokaz filmu z udziałem twórców odbył się 1 grudnia w Nowym Jorku w dniu 77 urodzin Woody'ego Allena w kinie Cinema Village na Manhattanie.